# Caratinga
Caratinga, amtlich portugiesisch Município de Caratinga, ist eine Stadt im brasilianischen Bundesstaat Minas Gerais. Im Volkszählungsjahr 2010 lebten in Caratinga 85.239 Menschen. Die Bevölkerung wurde zum 1. Juli 2020 auf 92.603 Einwohner geschätzt, die Caratinguenser (caratinguenses) genannt werden. Die urban bebaute Fläche des Hauptortes beträgt rund 16 km², die Gesamtfläche rund 1258,5 km², rechnerisch liegt die Bevölkerungsdichte bei 68 Personen pro km². Die Entfernung zur Hauptstadt Belo Horizonte beträgt 311 km. Caratinga ist Teil der Metropolregion Vale do Aço.

## Geographie
Die Gemeindefläche hat eine ungewöhnliche Form: drei größere Flächen werden durch schmale Korridore verbunden.
Umliegende Gemeinden sind im Nordosten Inhapim, im Norden Imbé de Minas, Piedade de Caratinga, Ubaporanga, Iapu und Ipaba, im Nordwesten Santana do Paraíso, im Westen Ipatinga und Timóteo, im Südwesten Bom Jesus do Galho, Vargem Alegre und Entre Folhas, im Süden Raul Soares, Santa Rita de Minas und Santa Bárbara do Leste, im Südosten Simonésia und im Osten Ipanema.

### Vegetation
Das Biom ist Mata Atlântica.

## Kommunalverwaltung
Die Exekutive liegt bei dem Stadtpräfekten (Bürgermeister). Bei der Kommunalwahl 2016 wurde Welington Moreira de Oliveira von den Democratas (DEM) zum Stadtpräfekten für die Amtszeit von 2017 bis 2020 gewählt. Bei der Kommunalwahl in Brasilien 2020 trat Oliveira für den Partido Social Democrático (PSD) an und wurde für die Amtszeit von 2021 bis 2024 wiedergewählt.
Die Legislative liegt bei einem gewählten Stadtrat aus 18 gewählten Kommunalpolitikern, den vereadores der Câmara Municipal.

## Bevölkerungsentwicklung
| Jahr | Einwohner | Stadt  | Land   |
| --- | --------- | ------ | ------ |
| 1991 | 74.363    | 50.773 | 23.590 |
| 2000 | 77.789    | 62.338 | 15.451 |
| 2010 | 85.239    | 70.474 | 14.765 |
| 2020 | 92.603    | ?      | ?      |
| Die zur Anzeige dieser Grafik verwendete Erweiterung wurde dauerhaft deaktiviert. Wir arbeiten aktuell daran, diese und weitere betroffene Grafiken auf ein neues Format umzustellen. (Mehr dazu) |           |        |        |

Quelle: IBGE (2011)

## Durchschnittseinkommen und Lebensstandard
Das monatliche Durchschnittseinkommen betrug 2017 den Faktor 1,8 des brasilianischen Mindestlohns (Salário mínimo) von R$ 880,00 (Einkommen umgerechnet für 2019: rund 358 € monatlich). Der Index der menschlichen Entwicklung (HDI) ist mit 0,706 für 2010 als hoch liegend eingestuft.
2017 waren 19.477 Personen oder 21,2 % der Bevölkerung als fest im Arbeitsverhältnis stehend gemeldet, 35,6 % der Bevölkerung hatten 2010 ein Einkommen von der Hälfte des Minimallohns.
Das Bruttosozialprodukt pro Kopf betrug 2017 rund 17.516 R$, das Bruttosozialprodukt der Gemeinde belief sich 2017 auf 1.608.693,26 Tsd. R$.

## Analphabetenquote
Caratinga hatte 1991 eine Analphabetenquote von 27,4 % (inklusive nicht abgeschlossener Grundschulbildung), die sich bei der Volkszählung 2010 bereits auf 11,9 % reduziert hatte. Rund 23,3 % der Bevölkerung waren 2010 Kinder und Jugendliche bis 15 Jahre.

## Ethnische Zusammensetzung
Ethnische Gruppen nach der statistischen Einteilung des IBGE (Stand 2000 mit 77.789 Einwohnern, Stand 2010 mit 85.239 Einwohnern):
| Gruppe      | Anteil 2000 | Anteil 2010 | Anmerkung                        |
| ----------- | ----------- | ----------- | -------------------------------- |
| Brancos     | 41.143      | ▼ 36.754    | Weiße, Nachfahren von Europäern  |
| Pardos      | 29.901      | ▲ 40.911    | Mischrassige, Mulatten, Mestizen |
| Pretos      | 6.027       | ▲ 6.477     | Schwarze                         |
| Amarelos    | 8           | ▲ 999       | Asiaten                          |
| Indígenas   | 253         | ▼ 98        | indigene Bevölkerung             |
| ohne Angabe | 456         | –           |                                  |

Quelle: SIDRA

## Bistum Caratinga
Am 15. Dezember 1915 wurde die Stadt durch päpstliches Dekret Sitz des römisch-katholischen Bistums Caratinga.

## Söhne und Töchter der Stadt
- Ziraldo (1932–2024), Autor, Zeichner, Karikaturist, Maler und Journalist
- Ruy Castro (* 1948), Autor, Journalist und Übersetzer
- Rose de Freitas (* 1949), Politikerin für Espírito Santo
- Maria das Graças Foster (* 1953), Managerin
- Ney Franco (* 1966), Fußballtrainer
- Jones Carioca (* 1988), Fußballspieler